# Томас Лонгман (1804-1879)
Томас Лонгман (1804—1879) — англійський видавець, керівник лондонського видавництва Longman. Він відповідальний за публікацію розкішної книжки про мистецтво, що містила зображення багатьох великих майстрів. Лонгман також опублікував праці історика вігів лорда Маколея, праці філософа Джона Стюарта Мілла та романи Бенджаміна Дізраелі.

## Біографія
Лонгман був старшим сином видавця Томаса Нортона Лонгмана. Народився у 1804 році. Отримав освіту в Університеті Глазго і в ранньому віці почав свою кар'єру у видавництві Longman. У 1832 році він став партнером, а в 1842 році змінив свого батька на посаді голови. 
Окрім звичайних справ фірми, Лонгман приділяв багато уваги підготовці розкішної роботи «Ілюстрований Новий Заповіт з гравюрами на дереві», яка була створена під його особливим наглядом, за картинами Фра Анджеліко, П'єтро Перуджіно, Франческо Франчи, Лоренцо ді Креді, Фра Бартоломео, Тиціана, Рафаеля, Гауденціо Феррарі, Даніеля да Вольтерраи та інших великих майстрів, переважно ранньої італійської школи . Перше видання, що складалося всього з 250 примірників, по десять гіней кожен, було продано в день публікації. Друге і дешевше видання було видано в 1864 році та перевидано в 1883 році. 
Лонгман був головою фонду, зібраного «торгівлею» в Лондоні та провінціях для допомоги книготорговцям Парижа під час облоги німцями в 1870 році. Серед загальних робіт видавництва, поки він був її головою, однією з найпомітніших була публікація праць лорда Маколея, особливо «Історії Англії».
У 1863 році фірма придбала бізнес і акції Джона В. Паркера, видавця West Strand, з яким вона придбала багато цінних або цікавих авторських прав, серед яких право на роботи Джона Стюарта Мілла та журнал Fraser's Magazine. У 1870 році Лонгман придбав авторські права на романи Бенджаміна Дізраелі. 
Лонгман помер 30 серпня 1879 року. 